# Lavrica
Lavrica este o localitate din comuna Škofljica, Slovenia, cu o populație de 2.120 de locuitori.